# Municipio de Pleasant (condado de Union, Iowa)
El municipio de Pleasant (en inglés: Pleasant Township) es un municipio ubicado en el condado de Union en el estado estadounidense de Iowa. En el año 2010 tenía una población de 110 habitantes y una densidad poblacional de 1,19 personas por km².

## Geografía
El municipio de Pleasant se encuentra ubicado en las coordenadas 40°56′9″N 94°3′49″O / 40.93583, -94.06361. Según la Oficina del Censo de los Estados Unidos, el municipio tiene una superficie total de 92.36 km², de la cual 92,3 km² corresponden a tierra firme y (0,07 %) 0,06 km² es agua.

## Demografía
Según el censo de 2010, había 110 personas residiendo en el municipio de Pleasant. La densidad de población era de 1,19 hab./km². De los 110 habitantes, el municipio de Pleasant estaba compuesto por el 96,36 % blancos, el 0,91 % eran afroamericanos, el 2,73 % eran asiáticos. Del total de la población el 0,91 % eran hispanos o latinos de cualquier raza.